# Biserica reformată din Sfântu Gheorghe
Biserica Reformată din Sfântu Gheorghe este un monument istoric și de arhitectură situat în interiorul Cetății Sfântu Gheorghe. Edificiul a fost construit în stil gotic. La sfârșitul secolului al XVIII-lea coiful ascuțit al turnului a fost înlocuit cu unul de factură barocă, în formă de bulb de ceapă.

## Interiorul
Biserica are ferestre în stil gotic, tavan casetat și pictat, precum și o orgă din anul 1894, construită de Josef Angster din Pécs.